# گلوریا لانگ آندرسون
گلوریا لانگ آندرسون (انگلیسی: Gloria Long Anderson؛ زادهٔ ۵ نوامبر ۱۹۳۸) دانشمند در زمینه شیمی اهل ایالات متحده آمریکا است.